# FOUR SEASONS (山下久美子の曲)
「FOUR SEASONS」（フォー・シーズンズ）は、1998年1月21日に、東芝EMI / EASTWORLDからリリースされた山下久美子の34枚目のシングル。

## 作品概要
「FOUR SEASONS」は、アルバム『SMILE』からのシングルカットで、シングルヴァージョンとして再録され、テレビ朝日系ドラマ『新・御宿かわせみ』の主題歌に起用された。シングルヴァージョンは、同年に発売されたベスト・アルバム『SING A SONG BEST ALBUM [with special live tracks]』にて初収録された。
カップリング曲の「SING A SONG」は、同年に発売されたベスト・アルバムのタイトルになっているものの、オリジナルヴァージョンではなく、1998年2月に渋谷公会堂で行われたライヴの音源が収録されている。オリジナルヴァージョンは、2004年に発売されたベスト・アルバム『25th Anniversary Best & Premium Songs』にて初収録された。
2曲共に、布袋寅泰が作詞と作曲、プロデュースを担当。布袋によるプロデュースや楽曲提供がこのシングルで最後となった（2021年現在）。

## 収録曲
| 全作詞・作曲: 布袋寅泰。 |                                |          |            |      |
| #                        | タイトル                       | 作詞     | 作曲・編曲 | 時間 |
| 1.                       | 「FOUR SEASONS」               | 布袋寅泰 | 布袋寅泰   | 5:41 |
| 2.                       | 「SING A SONG」                | 布袋寅泰 | 布袋寅泰   | 5:46 |
| 3.                       | 「FOUR SEASONS」(instrumental) | 布袋寅泰 | 布袋寅泰   | 5:40 |
| 合計時間:                | 合計時間:                      | 17:07    |            |      |